# Alessandro Bianchi (baron)
Pour les articles homonymes, voir Alessandro Bianchi et Bianchi.
Le baron Alessandro Bianchi (en français Alexandre Bianchi), né le 18 juin 1813, est un avocat et homme politique piémontais du XIXe siècle.

## Mandats
Durant le royaume de Sardaigne, il fut :
- Élections du 27 avril 1848, pour la Ire législature, se déroulant du 8 mai 1848 au 30 décembre 1848 : Député du collège de Novi (Piémont)
- 29 janvier 1849, pour la IIe législature, du 1er février au 30 mars 1849 : Député du collège de Novi (Piémont)
- Élections du 15 juillet 1849, pour la IIIe législature, du 30 juillet au 20 novembre 1849 : Député du collège de  Novi (Piémont)
- Élections du 8 décembre 1849, pour la IVe législature, du 20 décembre 1849 au 20 novembre 1853 : Député du collège de Novi (Piémont). Il ne sera pas réélu en 1853.Il échouera en 1854 au collège de Tortone.
- Élections du 8 décembre 1853, pour la Ve législature, du 19 décembre 1853 au 25 octobre 1857. À la suite de la démission la Pierre Blanc en décembre, de nouvelles élections sont mises en place, en 1856, pour le collège d'Albertville qu'il remporte[1].

Au nouveau Parlement du royaume d'Italie, il fut :
- Élections du 25 mars 1860, pour la VIIIe législature (la 1re du royaume d'Italie), du 18 février 1861 au 7 septembre 1865 : élu député du collège de Capriata d'Orba